# クニドス
クニドス（希: Κνίδος, Knidos）は、アナトリア半島にあった古代ギリシアの都市で、ドーリア人のヘクサポリス（6都市連合、en:Doric hexapolis）の1つ。場所は、現在のトルコのギョコヴァ湾（en:Gökova）に面したダッチャ半島（en:Datça Peninsula）にあり、地元ではテキール（Tekir）と呼ばれている。
- 地図（Coordinates）: 北緯36度41分09秒 東経27度22分30秒 / 北緯36.68583度 東経27.37500度

## 遺跡
クニドスの一部は本土にあり、一部はトリオピオン島（Triopion）またはクリオ岬（Krio）にあった。島か岬かについて意見が分かれるのは、古代に橋によって結ばれていたという事実に起因する。現在は狭い砂の地峡によって繋がっていて、Deveboynu岬と呼ばれている。橋を架けることによって、島と本土の間の海峡に2つの港が作られた。そのうち南側の大きな方は、今でも完全な状態で残っている、2つの強固な造りの突堤に囲まれていた。
クニドスの全長は1マイル（1.6km）未満で、城壁内の全地域は建造物の遺跡が密集している。島・本土両方の城壁は全体で環状をなしている。多くの場所、とくに町の北の端にあるアクロポリスの周囲はきわだって完全である。この遺跡が西洋に知られるようになったのは、1812年のディレッタンティ協会の業績と、1857年から1858年にかけてのC・T・ニュートンによる発掘に負うところが大きい。

クニドス全景

アゴラ、劇場、オデオン（音楽堂）、ディオニューソスの神殿、ムーサの神殿、アプロディーテーの神殿、それにたくさんの小さな建物がこれまで確認されており、都市の概要はかなりはっきりとわかっている。プラクシテレス作の有名な彫刻『クニドスのアプロディーテー』はこの都市のために制作されたものだったが、壊されてしまった。その代わり、後の時代の複製が残っていて、その1つはバチカン美術館にある。神殿の境内でニュートンが発見したデーメーテールの座像は大英博物館に送られた。またニュートンは都市の南東約4.8kmのところで壮麗な墓の廃墟とペンテリコン（en:Penteli）産大理石の塊から作られた、長さ3m、高さ1.8mの巨大なライオン像を見付けた。ライオン像は、コノンがスパルタ（ラケダイモーン）を破った紀元前394年のクニドスの海戦（en:Battle of Cnidus）の勝利を記念したものだと見られている。

## 歴史

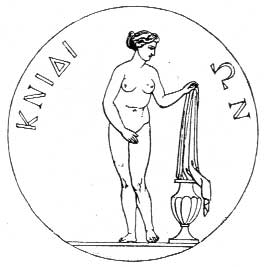
クニドスの硬貨のエングレービング。描かれているのは、プラクシテレスの『クニドスのアプロディーテー』

クニドスは太古の都市で、ギリシアの、おそらくスパルタ（ラケダイモーン）人の植民都市だった。コス島、ハリカルナッソス（現在のボドルム）、それにロドス島のリンドス、カメイロス、イアリソス（en:Ialysos）といった都市とともに、クニドスは「ドーリア人のヘクサポリス（6都市連合）」を形成し、Triopian岬では同盟の会議と、アポローン、ポセイドーン、ニュンペー（ニンフ）たちを祝う3大競技が催された。
クニドスは最初、60人のメンバーから構成され、1人の行政官が議長を務める、寡頭制の元老院によって統治されていた。古い一族の名がかなり後の時代まで続いていることが銘によって示されているが、その構成は一般の人気に左右されていた。クニドスの場所は商業に適していて、クニドス人は相当な富を蓄え、それでリーパリ島を植民地化したり、アドリア海のコルチュラ島に都市を建設した。しかし最後には大キュロスに屈し、エウリュメドンの戦い（en:Battle of the Eurymedon）からペロポネソス戦争後期にかけてはアテナイの支配を受けた。
さらに、勢力を拡大したローマ帝国にもクニドス人はあっさり忠誠を誓った。ローマはアンティオコス3世に対する加勢へのほうびとして、クニドスの自治を許した。
東ローマ帝国の時代は、まだかなりの住民がいたに違いない。ビザンティン建築に属する多くの巨大な建物が廃墟の中に含まれるためである。キリスト教の埋葬所も近隣に普通にある。

## 主な出身者
- エウドクソス（紀元前5世紀 - 紀元前4世紀）天文学者
- クテシアス（紀元前5世紀活動）『ペルシア誌』の著者
- クニドスのソストラトス（紀元前3世紀生）アレクサンドリアの大灯台を作った建築家

といった人々が、歴史上名高いクニドス人である。